# Meliliet
Het mineraal meliliet is een calcium-natrium-aluminium-magnesium-ijzer-silicaat met de chemische formule (Ca,Na)2(Al,Mg,Fe2+)(Si,Al)2O7. Het behoort tot de sorosilicaten.

## Eigenschappen
Het doorschijnend witte, lichtgele, bruine of (groen)grijze meliliet heeft een glas- tot vetglans, een witte streepkleur, een onduidelijke splijting volgens het kristalvlak [100] en een duidelijke volgens [001]. De gemiddelde dichtheid is 2,95 en de hardheid is 5 tot 5,5. Het kristalstelsel is tetragonaal en het mineraal is niet radioactief.

## Naam
De naam van het mineraal meliliet is afgeleid van de Griekse woorden meli ("honing") en lithos ("steen"). Dit vanwege de kleur van het mineraal.

## Voorkomen
Het mineraal meliliet komt met name voor in silica- en alkali-arme stollingsgesteenten. Het komt ook voor in skarns op het grensvlak van diorieten en het omringende gesteente. De typelocatie is de Capo di Bove nabij Rome, Italië. Het wordt ook gevonden in Oravit, Banat, Roemenië en in Üdersdorf, Rijnland-Palts, Duitsland.